# Ardea (género)
Ardea é um género de aves pelecaniformes, onde se classificam doze espécies de garças. São aves elegantes, de pescoço e patas compridas, que atingem 80 a 100 cm de comprimento. A plumagem é discreta, em tons de branco e cinzento, por vezes azulado. Habitam zonas perto de água, principalmente lagunas costeiras, lagos e rios. Alimentam-se essencialmente de peixes e pequenos vertebrados, que caçam com o seu bico em forma de lança.
- Garça-branca-grande, Ardea alba, sin. Casmerodius albus
- Garça-real-européia, Ardea cinerea
- Garça-azul-grande, Ardea herodias
- Garça-moura, Ardea cocoi
- Garça de pescoço branco, Ardea pacifica
- Garça-de-cabeça-preta, Ardea melanocephala
- Garça malgaxe ou Garça de Humblot, Ardea humbloti
- Ardea intermedia
- Garça-gigante, Ardea goliath
- Garça de barriga branca ou Garça-imperial, Ardea insignis
- Garça de bico grande ou Garça de Sumatra, Ardea sumatrana
- Garça-roxa, Ardea purpurea